# Gemeentebos Esscheweg
Het Gemeentebos Esscheweg is een natuurgebied van 18 ha dat toebehoort aan de Nederlandse gemeente Sint-Michielsgestel. Het gebied ligt ten zuidwesten van het gelijknamige dorp. Het bestaat voornamelijk uit naaldbos. Het gebied wordt in het zuidwesten begrensd door het landgoed Wilhelminapark, in het oosten door landgoed Zegenwerp, en in het zuiden door het landgoed Zegenrode. In het westen ligt een ontginning met enkele fraaie dreven en in het noorden ligt de kom van Sint-Michielsgestel.
Bijzonder zijn de twee naamloze kleine vennen die in het bos liggen. In deze vennen is veel waterdrieblad te vinden, terwijl men er ook snavelzegge aantreft. Er zijn drijftillen in het water. Bij het noordelijke ven is een gagelstruweel en bij het zuidelijke ven komt veenpluis voor. De keizerlibel en de kleine watersalamander zijn belangrijke vertegenwoordigers van de fauna in deze vennen. Het gebied is vrij toegankelijk, enkel de oever van het noordelijke ven is slechts gedeeltelijk toegankelijk.